# Jan Olbrycht

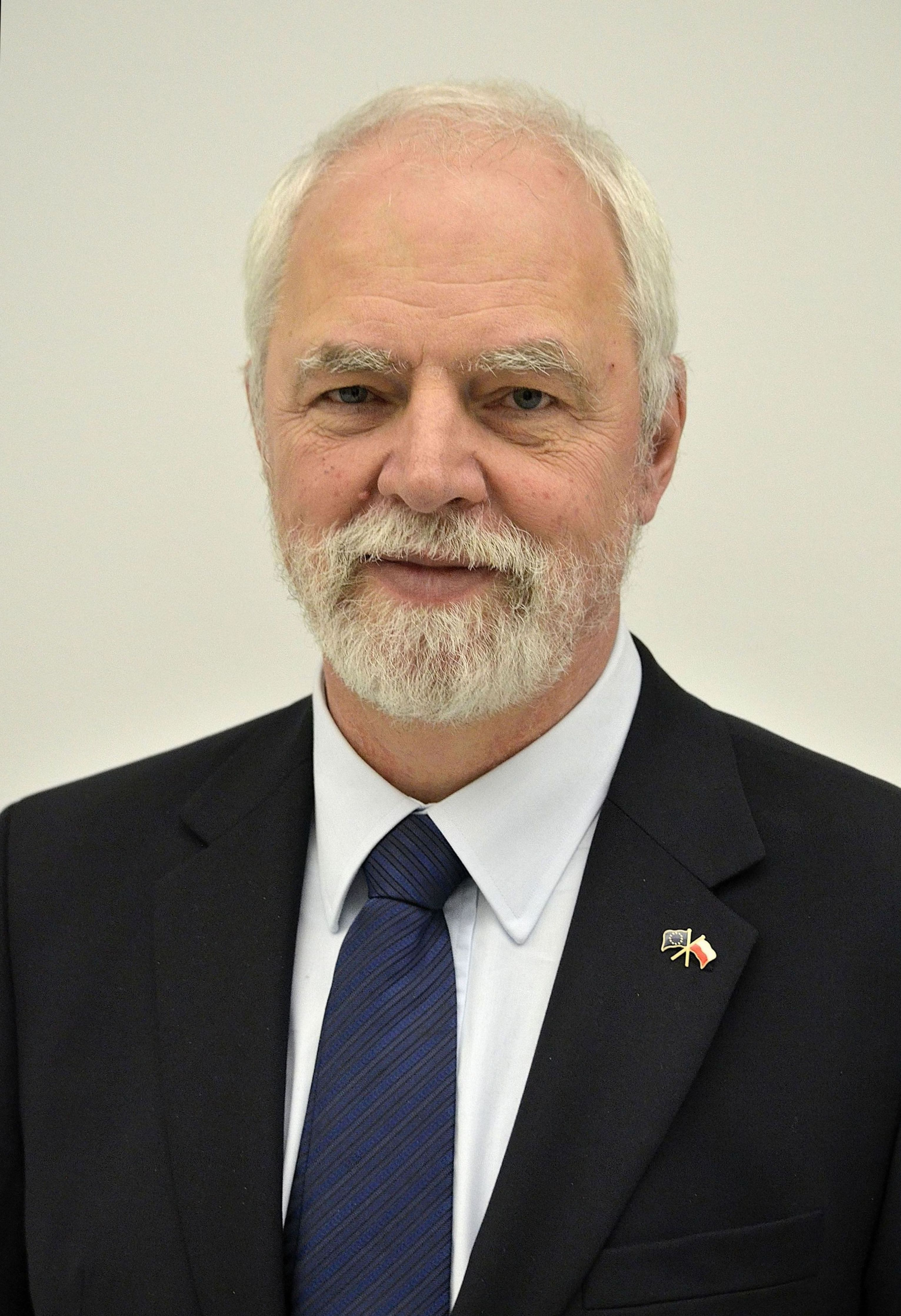
Jan Olbrycht (2015)

Jan Marian Olbrycht (Rybnik, 21 september 1952) is een Pools politicus van de conservatief liberale partij Burgerplatform en socioloog.
Hij is lid van het Europees Parlement als vertegenwoordiger van Silezië en behoort als politicus van het Burgerplatform tot de Europese Volkspartij.

## Wetenschappelijke carrière
Hij studeerde sociologie aan de Jagiellonische Universiteit te Krakau, waar hij in 1976 zijn Master behaalde. Aansluitend was hij docent aan de
Universiteit van Silezië (dependance Cieszyn). In 1984 promoveerde hij, waarna hij van 1985 tot 1989 doceerde aan de Jagiellonische Universiteit.

## Politieke carrière
Van 1990 tot 1998 was hij burgemeester van Cieszyn. Van 1998 tot 2004 was hij lid van het parlement van de provincie Silezië en van 1998 tot 2002 was hij voorzitter van de provincie Silezië.
Vanaf 2004 is Jan Olbrycht lid van het Europees Parlement (2004-2009 en 2009-2014). Hij bekleedde er diverse posities, waaronder vicevoorzitter van de Werkgroep begroting en structuurbeleid in de Fractie van de Europese Volkspartij in het Europarlement, vicevoorzitter van de Commissie regionale ontwikkeling (2004-2009) en oprichter en voorzitter van de interfractiewerkgroep URBAN.

## Onderscheidingen
Voor zijn werk werd hij diverse malen onderscheiden:
- Ridderkruis van de Orde van de Herrijzenis van Polen (2000);
- Chevalier de l'Ordre National du Mérite (2002);
- Europese prijs "Cesar Maximiliaan" voor zijn bijdrage aan de totstandbrenging van het lokaal en regionaal beleid in Europa (2005);
- Gouden lint van het verband van Poolse steden - onderscheiding voor zijn voortreffelijke bijdrage aan het territoriaal zelfbestuur (2007);
- Parlementslid van het Jaar van het Europees Parlement van 2007 - winnaar van de prijs van The Parliament Magazine in de categorie "Regionaal beleid";
- Winnaar van de Silezische kwaliteitsprijs (2007);
- Ereburger van Silezië van het jaar 2008;
- István Pálfi-prijs van de Hongaarse regering voor zijn bijzondere verdiensten voor de regionale samenwerking (2010).